# 瓊安·G·羅賓森
瓊安·蓋爾·羅賓森（英語：Joan Gale Robinson，1910年—1988年），婚後姓湯瑪斯（Thomas），是二十世紀出生於英國白金漢郡杰羅茲克羅斯的女性作家、插畫家。

## 生平
早年羅賓森曾在切爾西插畫工作室（Chelsea Illustrators Studio）學習美術技法，1939起羅賓森開始從事作家生涯，並為自己的著作提供插圖。在創作期間時除多以瓊安·G·羅賓森為筆名外、也曾以本姓湯瑪斯的名義來發表作品。
羅賓森生平中的著作包含《瑪麗瑪麗》（Mary-Mary）系列、和以女兒黛博拉（Deborah）喜愛的泰迪熊為題材的《泰迪羅賓森》（Teddy Robinson）系列，以及往後2014年有被日本動畫室吉卜力工作室改編成同名動畫的《回憶中的瑪妮》等等。
1988年，羅賓森在度假期間離世。

## 作品
- 天使的代表（A stands for angel、1939年）
- 我們的父親（Our father、1940年）
- 萬物之神（God of all things、1948年）
- 十名小天使（Ten little angels、1951年）
- 泰迪羅賓森（Teddy Robinson、1953年）
- 快樂的一年（The Happy Year、1953年）
- 泰迪羅賓森之書（Teddy Robinson's book、1955年）
- 親愛的泰迪羅賓森（Dear Teddy Robinson、1956年）
- 上帝在哪兒？（Where is God?、1957年）
- 瑪麗瑪麗（Mary-Mary、1957年）
- 更多的瑪麗瑪麗（More Mary-Mary、1958年）
- 七日間（Seven days、1964年）
- 回憶中的瑪妮（When Marnie Was There、1967年）
- 查莉（Charley、1969年）
- 遠走的女孩（The Girl Who Ran Away、1969年）
- 關於泰迪羅賓森（Teddy Robinson himself、1974年）
- 夏日驚喜（Summer Surprise、1977年）
- 美格與梅克絲（Meg and Maxie、1979年）
- 大海巫婆的黑屋（The Dark House of the Sea Witch、1979年）